# Brachionidium simplex
Brachionidium simplex är en orkidéart som beskrevs av Leslie Andrew Garay. Brachionidium simplex ingår i släktet Brachionidium och familjen orkidéer.
Artens utbredningsområde är Ecuador. Inga underarter finns listade i Catalogue of Life.